# Türyançay
Türyançay – rzeka w Azerbejdżanie. Powstaje z połączenia dwóch cieków Qaraçay i Agriçay, na południowym stoku Wielkiego Kaukazu. Jest lewostronnym dopływem Kury.
Ma 134 km długości. Płynie przez Nizinę Kurańską. Zlewnia zajmuje powierzchnię 8920 km².
Na prawym brzegu rzeki położony jest Państwowy Rezerwat Przyrody Türyançay.